# Soosiz
Soosiz je dobrodružná hra pro iOS vyvinutá finským studiem Touch Foo a vydána 9. října 2009.

## Hratelnost
Hlavním cílem hry je, aby protagonista našel své ztracené přátele a zachránil svět před velkým zlem.

## Recenze
Tato hra má skóre Metacritic 86/100 na základě 4 recenzí kritiků. 
TouchArcade řekl: „Tato hra je neuvěřitelně dobře provedena s vynikajícím ovládáním, má spoustu obsahu a je hodně zábavná. Výrazně doporučujeme. “  IGN napsal: „Ovládací prvky fungují bezchybně, což je důležitý faktor, protože dokazuje, že i na kapesním zařízením Apple je možné škubavé skákání v pixelovém stylu. Vizuál je stylový a plynulý. A návrhy úrovní jsou chytré a náročné, ne-li zcela nehorázné. “  AppGamer uvedl: „Tato hra není zdaleka dokonalá, zejména s občasným nenápadným vizuálem a amatérsky vypadajícím designem postav, ale tyto estetické výtvory jsou příliš povrchní na to, abychom ji nemohli bezvýhradně doporučit.“  Pocket Gamer napsal: „Stejně jako některé z nejznámějších plošinovek, které se spojily do jedné, hratelnost Soosiz, která se vzpírá gravitaci, a chytrému designu úrovní, udělá zážitek ze hry zábavným a rodinným dováděním.“ 